# Saison 6 de PJ
Chronologie
Saison 5 de PJ Saison 7 de PJ
Cet article présente le guide des épisodes de la saison 6 de la série télévisée PJ (2002).

## Épisode 1:Viol en garde à vue
- Numéro : 49 (6.1)
- Scénariste : Jean-Luc Nivaggioni et Marc Eisenchteter
- Réalisateur : Gérard Vergez
- Première diffusion : 
  -  France : 29 mars 2002 sur France 2
- Invités : Thierry Ragueneau : Hofman, de l’IGS, Dimitri Storoge : Rodolphe, Jean-Philippe Daguerre : le médecin, Jeremy Banster : l’ouvrier, Norbert Haberlick : Ismaël, Nade Dieu : Claudia, Franck Jazédé : Dorel
- Résumé : un groupe de supporteurs de football avinés et braillards sont amenés au commissariat et mis en garde à vue. Faute de place, une jeune fille est mise dans la même cellule que les hommes supporteurs de la même équipe. D'autre part, un jeune livreur a été renversé par une voiture. Agathe et Franck sont chargés de relever les indices. Ils constatent que la victime a les deux petits doigts écrasés. Immédiatement, la thèse du règlement de comptes s'impose à leur esprit. Interrogé, le livreur nie. Mais les examens médicaux montrent qu'il a pris de la cocaïne récemment. Il avoue l'avoir chapardée lors de certaines livraisons et avoir été « puni » pour ça. Les policiers tendent alors un piège.

## Épisode 2:Agressions
- Numéro : 50 (6.2)
- Scénariste : Christiane Lebrima
- Réalisateur : Brigitte Coscas
- Première diffusion : 
  -  France : 5 avril 2002 sur France 2
- Invités : Albert Dray : Cousin, Jean-Luc Porraz : Le Brot, Jean-Paul Bonnaire : Montero, Céline Carrère : Babette Keller, Cécile Reigher : Nathalie Lary, François Delaive : Desplanches, Typhaine Dutartre : Megane, Josette Ménard : la gardienne
- Résumé : Une assistante sociale qui vit seule avec sa fille est retrouvée lardée de coups de couteau et se retrouve à l'hôpital. Interrogée, elle dénonce des jeunes de son quartier, mais ne peut les identifier. Vincent interroge la fille de l'assistante sociale qui signale que sa mère s'est disputée avec une de ses protégées, appelée Babette Keller et ancienne toxicomane. Appréhendée, la suspecte n'est pas en mesure de fournir un alibi. D'autre part, un homme arrive au commissariat, la bouche en sang. Il tient à la main un pot de confiture plein de morceaux de verre pilé. Il est responsable d'un restaurant et accuse un vieil employé. L'enquête montre que le plaignant insulte et harcèle ses subordonnés.

## Épisode 3:Néonazis
- Numéro : 51 (6.3)
- Scénaristes : Fabienne Facco et Armelle Robert
- Réalisateur : Gérard Vergez
- Première diffusion : 
  -  France : 12 avril 2002 sur France 2
- Invités : Anne Azoulay : Virginie Faureras, Jacques Vincey : Gérard Michard, Virginie Ledieu : Elisabeth Michard, Nils Öhlund : François, Antoine Herbez : Antoine Gomez, Jean-Luc Buquet : Marcel Bonnemain, Eric Mariotto : Jacques Marie, Françoise Descarrega : Madame Barrot, Jules Jorda : le directeur
- Résumé : Virginie Faureras, une jeune femme, porte plainte au commissariat contre un néonazi pour agression. Le jeune voyou fêtait l'anniversaire d'Hitler dans un restaurant avec une bande d'amis. Les enquêteurs, Vincent, Chloé et Alain, en arrivent à s'intéresser à la riche famille Michard, qui défend ouvertement les thèses nazies. Au cours de l'enquête, la femme de ce couple accepte de participer à un faux rendez-vous, organisé pour piéger le jeune nazi. D'autre part, une enseignante, Cécile Saumur, a été agressée et se retrouve dans le coma. L'enquête menée par le commandant Lamougies et Agathe montre qu'elle est la maîtresse d'un enseignant marié et père de famille. En outre, la victime a reçu un appel téléphonique menaçant de la part d'un parent d'enfant blessé à l'école.

## Épisode 4:Taupe
- Numéro : 52 (6.4)
- Scénariste : Jean-Luc Nivaggioni
- Réalisateur : Gérard Vergez
- Première diffusion : 
  -  France : 19 avril 2002 sur France 2
- Invités : Alice Taglioni : Virginie Sonneville, Maud Buquet : Noémie Vereyde, Arié Elmaleh : l'interne, Nils Öhlund : François, Paco Cabezas : Stéphane Hartman, Liliane Cebrian : Denise Hartman, Pascaline Ponti : Marie Hartman, Hélène Vauquois : Suzanne Lesage, Yveline Hamon : Marie-France Rognard
- Résumé : un bébé couvert de bleus arrive aux urgences. On détecte un début de paralysie. Sa grand-mère soupçonne sa belle-fille de maltraiter l'enfant. Interrogée, celle-ci nie et accuse au contraire sa belle-mère. D'après elle, depuis qu'il a été confié à sa grand-mère, l'enfant ne cesse de pleurer. Il s'avère que l'enfant a subi une circoncision en clinique à cette époque. Entretemps, une jeune dame, Noémie Vereyde, de retour de vacances, débarque affolée au commissariat, affirmant qu'il y a des cambrioleurs dans son appartement. C'est la cinquième plainte de ce type au sein des logements surveillés par les policiers du groupe Tranquillité Vacances. Quelqu'un au commissariat semble complice d'un gang qui dévalise ces maisons. Le commissaire enquête avec Nadine qui fait son stage de gardien de la paix au sein de la PJ et Bernard.

## Épisode 5:Gang de filles
- Numéro : 53 (6.5)
- Scénariste : Gilles-Yves Caro
- Réalisateur : Brigitte Coscas
- Première diffusion : 
  -  France : 26 avril 2002 sur France 2
- Invités : Philippe Nahon : Pépé, Didier Menin : Monsieur Bergeret, Anne Loiret : Madame Bergeret, Éric Naggar : Jean-Marc Morel, Antoine Chain : Denis Foucard, Nathalie Mazeas : Madame Perdrix, Sandra Nkaké : Destroy, Seloua Hamse : Menace, Lou Broclain : Linda, Corinne Debonnière : l’institutrice, Pascal Pistacio : le jardinier
- Résumé : Un gardien de square a été blessé par un tir d'arme de gros calibre, visiblement entre les mains d'un groupe de jeunes. Vincent décide de monter un piège pour les arrêter en flagrant délit. Au terme d'une planque fructueuse en compagnie de Nadine, il parvient à arrêter une des adolescentes, sale, saoule et droguée. Celle-ci finit par accepter de donner l'adresse de la propriétaire d'un téléphone portable trouvé dans un vêtement appartenant à une de ses complices. Chloé, Nadine et Vincent se mettent en chasse. D'autre part un antiquaire vient se plaindre d'un vol de photo ancienne effectué par une cliente accompagnée d'une très petite fille nommée Océane. Bernard et Alain enquêtent.

## Épisode 6:Chien méchant
- Numéro : 54 (6.6)
- Scénariste : Laurent Vivier
- Réalisateur : Gérard Vergez
- Première diffusion : 
  -  France : 3 mai 2002 sur France 2
- Invités : Emilie Delaunay : Charlotte Garret, Anne Macina : Laëticia Charron, Joachim Serreau : Cyril Charron, Thierry Nenez : Monsieur Garret, Pascal Nzonzi : Monsieur Oyabi, Failfé Traoré : Mamoré Oyabi, Mustapha Chadli : Mouloud, Gilles Masson : Bardin, Marie Gili-Pierre : Katy
- Résumé : Charlotte, une adolescente, a été blessée et son cocker, tué par un rottweiler. Vincent et Alain se rendent sur place. Les deux policiers se lancent à la recherche de l'animal et de son maître, d'autant plus qu'à l'hôpital on découvre que la jeune fille a peut-être été violée. Entretemps, une dame très "classe", madame Charron, vient signaler la disparition de son fils de 16 ans, Cyril. Agathe et Bernard s'en occupent. La mère déclare que son mari est décédé et que son fils n'a qu'elle comme famille. Séduit, Bernard ne peut s'empêcher de l'embrasser fougueusement. Agathe et Franck s'embrassent pour la première fois. Enfin, Vincent se voit promu commandant.

## Épisode 7:Police en danger
- Numéro : 55 (6.7)
- Scénaristes : Fabienne Facco et Armelle Robert
- Réalisateur : Gérard Vergez
- Première diffusion : 
  -  France : 18 octobre 2002 sur France 2
- Invités : Barbara Jung : Substitut, Adrien Saint-Joré : Francis Ribera, Michaël Tissier : Kevin, Philippe Vieux : Jean-François Rocher, Igor Skreblin : Tony Gritas, Brigitte Coscas : Sophie Panis, Corinne Debonnière : Madame Frappier, Pierre Heitz : Michel Loiseau
- Résumé : Alors qu'Agathe rentre chez elle après une journée de travail, elle est agressée par un jeune inconnu. La P.J. enquête à fond, explorant toutes les pistes. Un témoin a filmé la scène depuis son domicile et voit sa vidéo confisquée. Celle-ci permet d'identifier le coupable, un adolescent faisant visiblement partie d'une bande venue en voiture volée. Entretemps, un homme, marchand de légumes, vient se plaindre de recevoir des lettres anonymes d'insulte et de menace. Nadine et Lamougies enquêtent, et finissent par découvrir qu’il s’agit de Madame Frappier.

## Épisode 8:Poison
- Numéro : 56 (6.8)
- Scénaristes : Robin Barataud et Jean Reynard
- Réalisateur : Gérard Vergez
- Première diffusion : 
  -  France : 25 octobre 2002 sur France 2
- Invités : Barbara Jung : Substitut, Prune Lichtle : Lola, Omar Bekhaled : Monsieur Crepon, Aude Thirion : Madame Crepon, Malaun Dufond de Laurentiis : Nicolas Porret, Côme Levin : David, Benjamin Baroche : Greg, Philippe Maymat : Christian
- Résumé : Un gros revendeur écoule un stock de drogue frelatée qui provoque une hécatombe. Les policiers mettent la main sur une jeune dealeuse, Lola, qui leur avoue l'heure de son rendez-vous avec son fournisseur. Meurteaux donne l'ordre de passer l'affaire aux "stups", mais Vincent Fournier décide de désobéir et de monter une opération. Mal remise de son agression, Agathe décide de le seconder malgré la désapprobation de Franck. Entre-temps, un homme confesse à Alain avoir perdu les économies de sa femme en achetant des faux billets de banque dont il n'a jamais vu la couleur. L'escroc serait un certain Christian. Alain et Nadine se chargent de l'affaire.

## Épisode 9:Sensations fortes
- Numéro : 57 (6.9)
- Scénariste : Gilles-Yves Caro
- Réalisateur : Gérard Vergez
- Première diffusion : 
  -  France : 1er novembre 2002 sur France 2
- Invités : Didier Raymond : Monsieur Messon, Catherine Chevallier : Françoise Messon, Kevin Goffette : Benjamin Messon, Michel Estaben : Ilie, Valérian Barbier : Casquette, Marc Prin : Trezel, Michel Such : Leblanc, Dominique Langlais : Roussel, Alvise Sinivia : Victor, Fabien Ducommun : Alexandre Forreau
- Résumé : Pascal, un adolescent de 17 ans est retrouvé pendu dans sa chambre. Il faisait partie d'une famille aisée. Ses parents ne croient pas au suicide. Les policiers pensent à un jeu, le jeu du foulard, qui aurait mal tourné. De plus, depuis quelque temps, un groupe d'enfants roumains pillent les horodateurs du quartier. Certains de ces enfants ont, semble-t-il, été brutalisés. Tout porte à croire qu'ils sont en réalité manipulés par un ou plusieurs adultes.

## Épisode 10:Squelettes
- Numéro : 58 (6.10)
- Scénariste : Jean-Luc Nivaggioni
- Réalisateur : Gérard Vergez
- Première diffusion : 
  -  France : 8 novembre 2002 sur France 2
- Invités : Stéphane Bonnet : Jérôme Rossi, Marie Henriau : Madame Rossi, Adrien de Van : Jérémie, Jocelyne Desverchère : Virginie Alliot, Jacques Fontanel : Maître Kolmann, Jalil Naciri : DJ Nadir, Augustin Legrand : L’organisateur, Mouloud Rozen : Le type de la sécu
- Résumé : Dans un chantier de construction, on découvre le squelette d'une jeune femme enterrée dans une cave. Elle est identifiée grâce à sa médaille. Sa sœur Virginie est convoquée à la PJ. Elle était à la recherche de son aînée depuis plus de treize ans. Il s'agit visiblement d'un crime. La victime était enceinte au moment de sa mort et travaillait chez un dentiste. D'autre part un homme, Hugo Marchand, a été agressé en pleine rue lors d'une parade. Lamougies et Bernard enquêtent mais l'absence de Vincent nuit à leur collaboration. Une photo prise par un spectateur montre la victime entourée de deux suspects.

## Épisode 11:Couples
- Numéro : 59 (6.11)
- Scénariste : Bernard Jeanjean
- Réalisateur : Gérard Vergez
- Première diffusion : 
  -  France : 15 novembre 2002 sur France 2
- Invités : Maryline Even : Claire, Michel Lagueyrie : Denard, Laetitia Reva : Anne Levesque, Stéphane Jobert : Antoine Levesque, Christophe Barge : Benoît, Husky Kihal : Aziz
- Résumé : Chloé est témoin d'une tentative de braquage effectuée à l'aide d'une seringue prétendument remplie de sang contaminé, et se fait d’ailleurs piquer en essayant d'arrêter l'agresseur, qui parvient à lui échapper avec l'aide d'une complice. Celle-ci est arrêtée. Pendant ce temps, Bernard et Vincent sont appelés pour un incendie criminel de camionnette. De brèves recherches leur permettent d'interpeller un jeune garçon qui aurait mis le feu au véhicule pour se venger de son beau-père qui forcerait sa mère à se prostituer auprès de ses clients.

## Épisode 12:La Pilule de l'oubli
- Numéro : 60 (6.12)
- Scénaristes : Fabienne Facco et Armelle Robert
- Réalisateur : Gérard Vergez
- Première diffusion : 
  -  France : 22 novembre 2002 sur France 2
- Invités : Cyprien Fouquet : Stéphane Walmart, Martine Chevallier : Éliane Wilmart, Jean-Claude Leguay : François Wilmart, Maud Adelen : Sandrine Flamand, Clément Hervieu-Léger : Michael, Francois Chabert : L'éducateur, Chantal Garrigues : La Psy, Damien Eupherte : J.C.
- Résumé : Un autiste de 25 ans a été abandonné dans l'appartement de ses parents. Vincent et Nadine n'arrivent pas à communiquer avec lui. Son père est en déplacement et sa mère a disparu. Les policiers retrouvent le fusil du père dans la benne à ordures. Ils finissent par retrouver sa mère dans un hôtel. D'autre part, une jeune femme accourt se plaindre d'avoir été droguée puis cambriolée par un jeune homme rencontré dans un café. La PJ retrouve un jeune prostitué, Michael, et le soupçonne.